# Konsolen-Staatsmeisterschaft

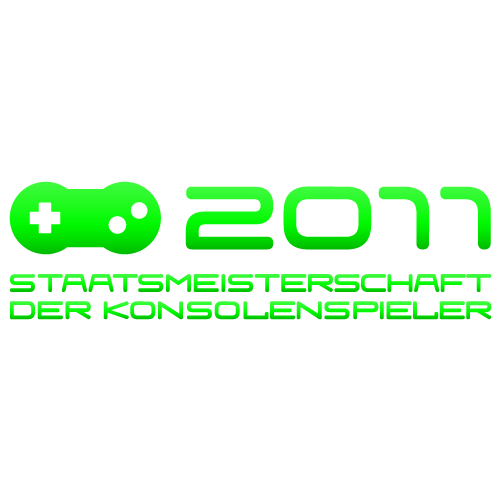
KSM Logo 2011

Die Konsolen-Staatsmeisterschaft (KSM) ist die jährlich stattfindende österreichische E-Sport-Meisterschaft für Konsolen-Spieler. Der Wettbewerb wird seit 2009 vom eSport Verband Österreich unter der Leitung von Peter Inmann ausgetragen. Die besten Spieler und Spielerinnen messen sich im fairen Wettkampf und ermitteln den österreichischen Staatsmeister. Der Bewerb unterteilt sich in eine Qualifikationsphase (hauptsächlich online) und ein Finalturnier, das mittlerweile schon traditionellerweise immer sonntags im Rahmen der Game City im Wiener Rathaus stattfindet. Das Turnier wird von der Bundesstelle für die Positivprädikatisierung von Computer- und Konsolenspielen (BuPP) unterstützt, einer Abteilung des Bundesministerium für Wirtschaft, Familie und Jugend.

## Teilnahmebedingungen
Jeder Spieler ist berechtigt, an den Bewerben der KSM teilzunehmen, wenn folgende Voraussetzungen erfüllt sind:
- österreichische Staatsbürgerschaft
- Besitz der Originalversion des Spiels
- Mindestalter gemäß Pan European Game Information[4]
- Mitgliedschaft im eSport Verband Österreich

## Qualifikation
Es gibt verschiedene Möglichkeiten, sich für das Finale der Konsolen-Staatsmeisterschaft zu qualifizieren. Neben Online-Turnieren auf verschiedenen Plattformen, wie zum Beispiel der Consoles Sports League, der Konsolenabteilung der Electronic Sports League, werden auch auf verschiedenen LAN-Partys Tickets für das Finale ausgespielt. Der Turniermodus bleibt hierbei immer dem jeweiligen Veranstalter überlassen. Das Regelwerk der KSM muss allerdings immer angewendet werden. Alle Qualifikationstermine werden von der Ligaleitung auf der offiziellen Homepage termingerecht bekanntgegeben.

## Finale
Das Finale findet jährlich im Rahmen der Game City, Österreichs größter Messe für Computer- und Konsolenspiele, im Wiener Rathaus statt. Einige Begegnungen, vor allem die Finalspiele, werden dabei auf einer Bühne vor Publikum ausgespielt. Für Besucher ist der Eintritt frei. Der Bewerb ist immer eintägig und fand bisher (2009 und 2010) immer am Sonntag statt. Alle Turniere werden im Double-Elimination-Modus mit vier Spielern ausgetragen.

## Bisherige Sieger

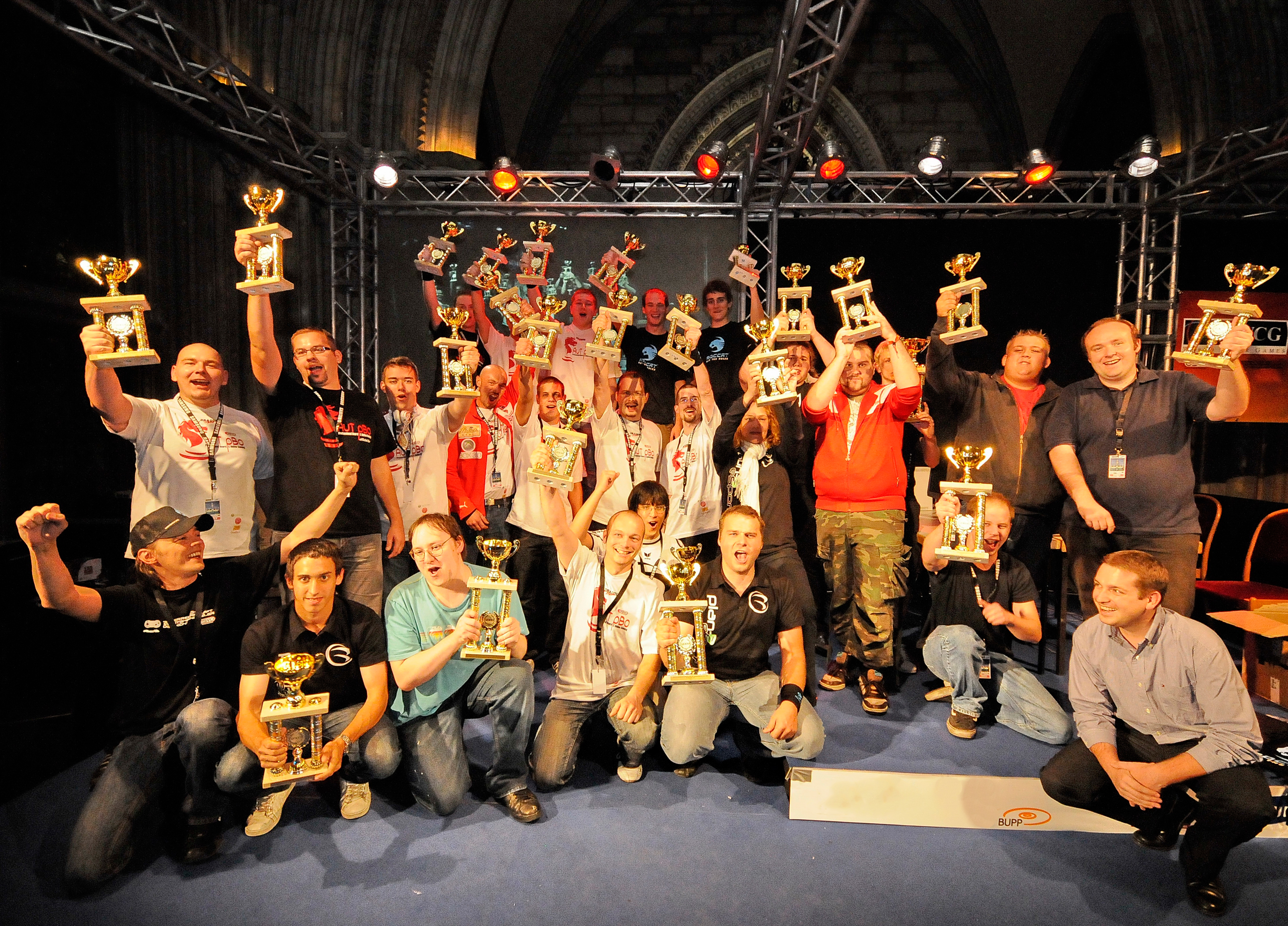
Siegerfoto KSM 2009

Hier werden alle bisherigen Sieger der Konsolen-Staatsmeisterschaft aufgelistet. Unter der jeweiligen Disziplin findet man die Plätze 1 bis 3. In Klammern steht dabei die Plattform sowie der Modus (Einzel- oder Team-Wettbewerb). Die Spieler werden jeweils mit Vor- und Nachnamen angegeben, in der Mitte in kursiver Schrift der Nickname. Danach folgt in Klammern der Clan, für welchen der Spieler angetreten ist. Bei Teambewerben wird ausschließlich der Name des Clans angeführt und nicht die einzelnen Spieler des Teams.

### 2009
Finale: 27. September
- Bomberman (Xbox 360, Single 1on1)
  - Platz 1: David Gansber Murovatz (plan-B)[7]
  - Platz 2: Mario WC Ente Hunger (plan-B)
  - Platz 3: Franz Manson Wagner (AuT pBo)[8]
- Guitar Hero: World Tour (Xbox 360, Single 1on1)
  - Platz 1: Ewald Spatzikoff Gutmann (plan-B)
  - Platz 2: Daniel hierzn Hierzer (Babylon eSports)
  - Platz 3: Claudia Moony Grünbacher (plan-B)
- Halo 3 (Xbox 360, Team 2on2)
  - Platz 1: MiA
  - Platz 2: 2nds best
  - Platz 3: Aut pBo
- Halo Wars (Xbox 360, Team 2on2)
  - Platz 1: Aut pBo
  - Platz 2: Aut pBo
  - Platz 3: Aut pBo
- FIFA 09 (Xbox 360, Single 1on1)
  - Platz 1: Mario MrColl Wiesenhofer (kein Clan)
  - Platz 2: Rafael Rafty Koller (plan-B)
  - Platz 3: Peter Glatze Schütz (Aut pBo)
- Race Driver: GRID (Xbox 360, Single 1on1)
  - Platz 1: Jürgen sackl Unger (plan-B)
  - Platz 2: Patrick Ali Zinsberger (kein Clan)
  - Platz 3: Alfred Gamie Wildauer (plan-B)

### 2010
Finale: 26. September
- Call of Duty: Modern Warfare 2 (Xbox 360, Team 4on4)
  - Platz 1: plan-B
  - Platz 2: wAx[10]
  - Platz 3: Aut pBo
- Guitar Hero 5 (Xbox 360, Single 1on1)
  - Platz 1: Ewald Spatzikoff Gutmann (plan-B)
  - Platz 2: Romeo EatRusk Näpflin (VirtualSports)[11]
  - Platz 3: Claudia Moony Grünbacher (plan-B)
- Forza Motorsport 3 (Xbox 360, Single 1on1)
  - Platz 1: Alfred Gamie Wildauer (AuT pBo)
  - Platz 2: Jürgen sackl Unger (plan-B)
  - Platz 3: Mario WC Ente Hunger (AuT pBo)
- Halo Wars (Xbox 360, Single 1on1)
  - Platz 1: Wolfgang Mari4ne Schneider (padSportz)[12]
  - Platz 2: Kevin Grotz Trau (AuT pBo)
  - Platz 3: Ahriman (AuT pBo)
- Tekken 6 (Xbox 360, Single 1on1)
  - Platz 1: Christopher Ninjatoo Petrosino (plan-B)
  - Platz 2: Harald R3veng3r1193 (kein Clan)
  - Platz 3: Benjamin Levia Petrosino  (kein Clan)
- FIFA 10 (Xbox 360, Single 1on1)
  - Platz 1: Andreas TypischAndy  Leitner (plan-B)
  - Platz 2: Mario MrColl Wiesenhofer (Killerfish eSport)[13]
  - Platz 3: Manuel Selfman Wimmer (AuT pBo)

### 2011
Finale: 23. Oktober
- Call of Duty: Black Ops (Xbox 360, Team 4on4)
  - Platz 1: plan-B
  - Platz 2: AuT pBo
  - Platz 3: AuT pBo
- FIFA 11 (Xbox 360, Single 1on1)
  - Platz 1: Andreas Poco Krems (AuT pBo)
  - Platz 2: Andreas TypischAndy Leitner (plan-B)
  - Platz 3: Mario MrColl Wiesenhofer (Killerfish eSport)
- F1 2010 (Xbox 360, Single 1on1)
  - Platz 1: Jürgen sackl Unger (plan-B)
  - Platz 2: Alfred Gamie Wildauer (AuT pBo)
  - Platz 3: Christian GTRaser Schwetz (AuT pBo)
- Guitar Hero 6 (Xbox 360, Single 1on1)
  - Platz 1: Ewald Spatzikoff Gutmann (plan-B)
  - Platz 2: Romeo EatRusk Näpflin (VirtualSports)
  - Platz 3: Daniel hierzn Hierzer
- Pro Evolution Soccer 2011 (PlayStation 3, Single 1on1)
  - Platz 1: Drithan Ramos Zekthi (AuT pBo)
  - Platz 2: Dejan decks Mitrovic
  - Platz 3: Stefan TRIPLEX Platzer (AuT pBo)
- Super Smash Bros. Brawl (Wii, Single 1on1)
  - Platz 1: Luigi Player
  - Platz 2: Viktor vyQ Graf
  - Platz 3: Christoph l!nk Rechberger (plan-B)

### 2012
Finale: 14. Oktober
- Call of Duty: Modern Warfare 3 (Xbox 360, Team 5on5)
  - Platz 1: Virtual eSports
  - Platz 2: plan-B
  - Platz 3: wAx
- Street Fighter X Tekken (Xbox 360, Single 1on1)
  - Platz 1: MAVE
  - Platz 2: Venomat
  - Platz 3: Tip3x
- FIFA 12 (Xbox 360, Single 1on1)
  - Platz 1: Mario mario Viska (AuT pBo)
  - Platz 2: Mario MrColl Wiesenhofer
  - Platz 3: wickerman
- Doritos Crash Course (Xbox 360, Single 1on1)
  - Platz 1: David Gansber Murovatz (plan-B)
  - Platz 2: Christoph Crowax Hopfer (AuT pBo)
  - Platz 3: Sascha Sushi Weinmann (AuT pBo)
- Forza Motorsport 4 (Xbox 360, Single 1on1)
  - Platz 1: Alfred Gamie Wildauer (AuT pBo)
  - Platz 2: Jürgen sackl Unger (plan-B)
  - Platz 3: Christian GTRaser Schwetz (AuT pBo)

### 2013
- Guardians of Middle-earth (Xbox 360, 2on2)
  - Platz 1: AuT pBo
  - Platz 2: AuT pBo
  - Platz 3: AuT pBo
- Forza Motorsport 4 (Xbox 360, Single 1on1)
  - Platz 1: Jürgen sackl Unger (plan-B)
  - Platz 2: Mario „WC Ente“ Hunger (AuT pBo)
  - Platz 3: Alexander „Viva“ Krainz (AuT pBo)
- PlayStation All-Stars Battle Royale (PlayStation 3, Single 1on1)
  - Platz 1: Mohammed „Cero“ Youssef (AuT pBo)
  - Platz 2: Ralph „Ace“ Sta. Maria (AuT pBo)
  - Platz 3: Christoph „Söldner“ Caltik
- FIFA 13 (PlayStation 3, Single 1on1)
  - Platz 1: Mirza „Bosnian“ Jahic (AuT pBo)
  - Platz 2: Matthias „Lutti-1“ Luttenberger
- Super Smash Bros. Brawl (Wii, Single 1on1)
  - Platz 1: Viktor „VyQ“ Graf
  - Platz 2: Christoph „l!nk“ Rechberger (plan-B)
  - Platz 3: Jakob „Wussel“ Ochsenhofer

### 2014
- PES 2015 (Xbox 360, Single 1on1)
  - Platz 1: Dritan „Ramos“ Zekthi (AuT pBo)
  - Platz 2: Manuel „SerrA“ Hirschhofer (AuT pBo)
  - Platz 3: Richard Röska/Stefan B.
- Killer Instinct (Xbox 360, Single 1on1)
  - Platz 1: Christopher „Ninjatoo“ Petrosino
  - Platz 2: Ralph „Ace“ Sta. Maria (AuT pBo)
  - Platz 3: Patrick „Firepaw“ Chladek
- FIFA 14 (Xbox 360, Single 1on1)
  - Platz 1: Mirza „Bosnian“ Jahic (AuT pBo)
  - Platz 2: „Rusty“
  - Platz 3: Herbert „Suchender“ Schachner (AuT pBo)
- Forza Motorsport 5 (Xbox 360, Single 1on1)
  - Platz 1: Christian „GTRaser“ Schwetz
  - Platz 2: Manuel „Selfman“ Wimmer (AuT pBo)

### 2015
- PES 2015 (Xbox One, Single 1on1)
  - Platz 1: Dritan „Ramos“ Zekthi (AuT pBo)
  - Platz 2: Michael „Mali“ Schachner (AuT pBo)
  - Platz 3: Manuel „SerrA“ Hirschhofer (AuT pBo)
- Super Smash Bros. for Wii U (Wii U, Single 1on1)
  - Platz 1: Viktor „VyQ“ Graf
  - Platz 2: Karl „KayJay“ Jahn
  - Platz 3: Daniel „S3v3“ Oppermann
- Tetris (Xbox One, Single 1on1)
  - Platz 1: Patrick „PAtZ“ Bauer
  - Platz 2: Christian „ChrisG“ Gabrail
  - Platz 3: Toni „Relax“ Peric (AuT pBo)
- FIFA 15 (PlayStation 4, Single 1on1)
  - Platz 1: Mirza „BosnianHeart“ Jahic (bp Gaming)
  - Platz 2: Herbert „Suchender“ Schachner (AuT pBo)
  - Platz 3: Rudolf „iJuunky“ Zab

### 2016
- PES 2016 (Xbox One, Single 1on1)
  - Platz 1: Dritan „Ramos“ Zekthi (AuT pBo)
  - Platz 2: Michael Matics
  - Platz 3: Herbert „Suchender“ Schachner (AuT pBo)
- FIFA 16 (Xbox One, Single 1on1)
  - Platz 1: Mirza „BosnianHeart“ Jahic (bp Gaming)
  - Platz 2: Gregor „Gregor1607“ Zuntermann (AuT pBo)
  - Platz 3: Herbert „Suchender“ Schachner (AuT pBo)
- Forza Motorsport 6 (Xbox One, Single 1on1)
  - Platz 1: Jürgen sackl Unger
  - Platz 2: Christian „GTRaser“ Schwetz
  - Platz 3: Pdevils

## Medaillenspiegel
Der ewige Medaillenspiegel wird in Einzel- und Teambewerben aufgeteilt.

### Einzelbewerbe
| SpielerIn                      | Gold | Silber | Bronze |
| ------------------------------ | ---- | ------ | ------ |
| Jürgen sackl Unger             | 4    | 2      | 0      |
| Mirza BosnIan Jahic            | 4    | 0      | 0      |
| Drithan Ramos Zekthi           | 4    | 0      | 0      |
| Ewald Spatzikoff Gutmann       | 3    | 0      | 0      |
| Alfred Gamie Wildauer          | 2    | 1      | 1      |
| Viktor vyQ Graf                | 2    | 1      | 0      |
| David Gansber Murovatz         | 2    | 0      | 0      |
| Christopher Ninjatoo Petrosino | 2    | 0      | 0      |
| Mario MrColl Wiesenhofer       | 1    | 2      | 1      |
| Christian GTRaser Schwetz      | 1    | 1      | 2      |
| Andreas TypischAndy Leitner    | 1    | 1      | 0      |
| Mario mario Viska              | 1    | 0      | 0      |
| Wolfgang Mari4ne Schneider     | 1    | 0      | 0      |
| MAVE                           | 1    | 0      | 0      |
| Luigi Player                   | 1    | 0      | 0      |
| Andreas Poco Krems             | 1    | 0      | 0      |
| Mohammed Cero Youssef          | 1    | 0      | 0      |
| Patrick PAtZ Bauer             | 1    | 0      | 0      |
| Mario WC Ente Hunger           | 0    | 2      | 1      |
| Ralph Ace Sta. Maria           | 0    | 2      | 0      |
| Herbert Suchender Schachner    | 0    | 1      | 3      |
| Daniel hierzn Hierzer          | 0    | 1      | 1      |
| Manuel SerrA Hirschhofer       | 0    | 1      | 1      |
| Christoph l!nk Rechberger      | 0    | 1      | 1      |
| Manuel Selfman Wimmer          | 0    | 1      | 1      |
| Christoph Crowax Hopfer        | 0    | 1      | 0      |
| Dejan decks Mitrovic           | 0    | 1      | 0      |
| Rafael Rafty Koller            | 0    | 1      | 0      |
| Venomat                        | 0    | 1      | 0      |
| Patrick Ali Zinsberger         | 0    | 1      | 0      |
| Romeo EatRusk Näpflin          | 0    | 1      | 0      |
| Kevin Grotz Trau               | 0    | 1      | 0      |
| Harald R3veng3r1193            | 0    | 1      | 0      |
| Matthias Lutti-1 Luttenberger  | 0    | 1      | 0      |
| Rusty                          | 0    | 1      | 0      |
| Michael Mali Schachner         | 0    | 1      | 0      |
| Karl KayJay Jahn               | 0    | 1      | 0      |
| Christian ChrisG Gabrail       | 0    | 1      | 0      |
| Michael Matics                 | 0    | 1      | 0      |
| Gregor Gregor1607 Zuntermann   | 0    | 1      | 0      |
| Claudia Moony Grünbacher       | 0    | 0      | 2      |
| Franz Manson Wagner            | 0    | 0      | 1      |
| Peter Glatze Schütz            | 0    | 0      | 1      |
| Tip3x                          | 0    | 0      | 1      |
| Ahriman                        | 0    | 0      | 1      |
| Benjamin Levia Petrosino       | 0    | 0      | 1      |
| Stefan TRIPLEX Platzer         | 0    | 0      | 1      |
| wickerman                      | 0    | 0      | 1      |
| Sascha Sushi Weinmann          | 0    | 0      | 1      |
| Alexander Viva Krainz          | 0    | 0      | 1      |
| Christoph Söldner Caltik       | 0    | 0      | 1      |
| Jakob Wussel Ochsenhofer       | 0    | 0      | 1      |
| Richard Röska                  | 0    | 0      | 1      |
| Stefan B.                      | 0    | 0      | 1      |
| Patrick Firepaw Chladek        | 0    | 0      | 1      |
| Daniel S3v3 Oppermann          | 0    | 0      | 1      |
| Toni Relax Peric               | 0    | 0      | 1      |
| Rudolf iJuunky Zab             | 0    | 0      | 1      |
| Pdevils                        | 0    | 0      | 1      |

### Teambewerbe
| Team           | Gold | Silber | Bronze |
| -------------- | ---- | ------ | ------ |
| AuT pBo        | 2    | 3      | 5      |
| plan-B         | 2    | 1      | 0      |
| Virtual Sports | 1    | 0      | 0      |
| MiA            | 1    | 0      | 0      |
| wAx            | 0    | 1      | 1      |
| 2nds best      | 0    | 1      | 0      |

## Regelwerk
Im offiziellen Regelwerk der KSM werden alle Dinge geregelt, welche für einen fairen Verlauf des Wettbewerbs nötig sind. Es beginnt mit einem allgemeinen Teil, in welchem alle Grundbestimmungen unabhängig von den Disziplinen genannt werden. Danach folgt der spielspezifische Teil. Dort werden alle Game Settings aufgelistet und es wird gegebenenfalls auch auf verbotene Bugs bzw. Einstellungen hingewiesen. Abgeschlossen wird das Regelwerk mit einem Strafenkatalog, welcher zur Anwendung kommt, wenn gegen die Regeln verstoßen wird. Aufgrund diverser Updates der Spiele ist es im E-Sport wichtig, dass das Regelwerk immer aktualisiert wird. Die Ligaleitung der KSM trägt dafür Sorge.